# فرودگاه بانداکا
فرودگاه بانداکا (به انگلیسی: Mbandaka Airport) (به زبان بومی: Aéroport de Mbandaka) یک فرودگاه همگانی با کد یاتا MDK است که یک باند فرود آسفالت دارد و طول باند آن ۲۲۰۲ متر است. این فرودگاه در کشور جمهوری دموکراتیک کنگو قرار دارد و در ارتفاع ۳۱۷ متری از سطح دریا واقع شده‌است.

## شرکت‌های هواپیمایی و مقصدهای پروازی
| شرکت‌های هواپیمایی | مقصدهای پروازی |
| ----------------- | -------------- |
| Congo Airways     | ان دیلی        |
| ایر کاسای         | گمنا، ان دیلی  |